# Карлес Планас
Карлес Планас Антолінез (нар. 4 березня 1991, Сан-Салоні, Іспанія) — іспанський футболіст, захисник.

## Життєпис
Народився 4 березня 1991 року в місті Сан-Салоні, Іспанія. Займатися футболом розпочав у рідному місті, захищаючи кольори «ФК Сан-Салоні». Згодом приєднався до учнів футбольної школи Барселони - Ла Масії, де провів дев'ять років. У 2009 році приєднався до «ФК Барселона Б», з якою виступав у Сегунда Дивізіоні. Всього у футболці резервної команди каталонського клубу провів близько 120-и ігор.
Наприкінці листопада / початку грудня 2012-о року Карлес провів свій перший виступ за основну команду. В рамках змагання Кубку Іспанії з футболу проти «Депортіво Алавес» він вийшов на заміну замість Адріано Коррея. Наступного тижня він провів свій перший виступ у Лізі Чемпіонів: «Барселона» приймала на Камп Ноу «Бенфіку».
5 червня 2014 уклав угоду з «Сельтою» на три роки.

## Титули і досягнення
- Чемпіон Європи (U-17): 2008